# Igreja de St Adwen (Advent)

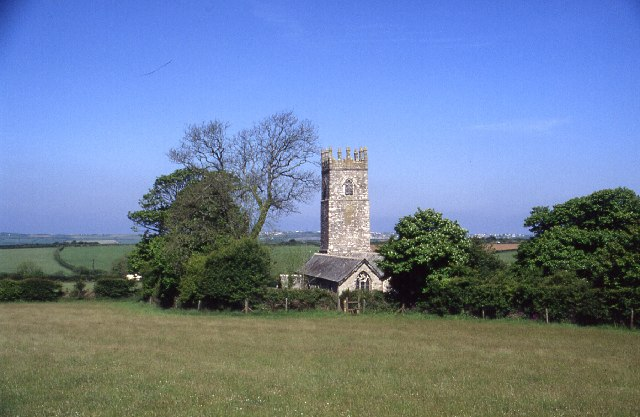
Igreja de St Adwen

A Igreja de St Adwen, também conhecida como Igreja de St Adwenna, é uma igreja paroquial listada como Grau I situada em Advent, Cornwall. É uma igreja anglicana da Diocese de Truro, datada do século XIII, embora a maior parte tenha sido construída no século XV. É dedicada a St Adwen, uma das filhas do rei Brychan de Brycheiniog. Em 1870, a igreja deteriorou-se e foi restaurada.
A igreja contém monumentos para Elizabeth Bennet (falecida em 1643, datado de 1667), John Batten (falecido em 1710) e Edward Dinham de Newton, St Kew (falecido em 1831), bem como uma pedra de granito esculpida para William Michel (falecido em 1650), para a sua esposa Agnis (1685) e para os seus filhos Elizabeth, Anne, Margery e Grace.